# Vườn quốc gia Phú Quốc
Vườn quốc gia Phú Quốc là một vườn quốc gia của Việt Nam nằm tại đảo Phú Quốc, tỉnh An Giang
Vườn quốc gia Phú Quốc được thành lập theo Quyết định số 91/2001/QĐ-TTg ngày 8 tháng 6 năm 2001 của Thủ tướng Chính phủ Cộng hòa Xã hội Chủ nghĩa Việt Nam về việc chuyển hạng Khu bảo tồn thiên nhiên Phú Quốc thành Vườn quốc gia Phú Quốc.

## Vị trí
Vườn quốc gia Phú Quốc bao gồm địa phận khu Bảo tồn thiên nhiên Bắc đảo, khu vực núi Hàm Rồng, Gành Dầu và Cửa Cạn. Vườn quốc gia Phú Quốc có ranh giới hành chính thuộc các xã: Gành Dầu, Bãi Thơm, Cửa Cạn và một phần các xã Cửa Dương, Hàm Ninh, Dương Tơ và phường Dương Đông của đặc khu Phú Quốc, tỉnh An Giang
Vườn quốc gia Phú Quốc trải dài từ 10°12' đến 10°27' vĩ bắc và từ 103°50' đến 104°04' kinh đông.

## Quy mô diện tích
Tổng diện tích 31.422 ha, bao gồm: khu bảo vệ nghiêm ngặt 8.603 ha, phân khu phục hồi sinh thái 22.603 ha, phân khu hành chính và dịch vụ 33 ha.

## Chức năng
1. Bảo tồn hệ sinh thái rừng nhiệt đới hải đảo, nguồn gen động, thực vật rừng quý hiếm và có giá trị, các sinh cảnh rừng tự nhiên độc đáo của rừng trên đảo.
2. Duy trì và phát triển độ che phủ của thảm thực vật rừng để đảm bảo chức năng phòng hộ rừng đầu nguồn, cung cấp nguồn nước ngọt phục vụ sinh hoạt của nhân dân, phát triển bền vững kinh tế, xã hội của thành phố đảo Phú Quốc.
3. Góp phần củng cố an ninh quốc phòng, tăng cường sức mạnh cho tuyến phòng thủ tây nam Việt Nam.

## Cơ quan quản lý
Ủy ban nhân dân tỉnh Kiên Giang cũ (An Giang ) đã có Quyết định 01/2002/QĐ-UB ngày 17/01/2002 thành lập Ban quản lý trực thuộc Sở Nông nghiệp và Phát triển Nông thôn, gồm Ban giám đốc và các phòng chức năng. Năm 2002, biên chế của Ban quản lý là 32 người.

## Hoạt động du lịch
Vườn quốc gia Phú Quốc đã thu hút nhiều khách du lịch nhờ cảnh đẹp thiên nhiên và những bãi biển hoang sơ, hơn nữa Phú Quốc rất có tiềm năng về du lịch sinh thái được chính quyền cho là một chiến lược lâu dài để phát triển kinh tế một cách bền vững, giảm thiểu những tác động của du lịch với môi trường tự nhiên.

## Các giá trị đa dạng sinh học
Hiện nay có ít thông tin về khu hệ động vật đảo Phú Quốc. Thảm thực vật nơi đây là rừng thường xanh trên địa hình đồi núi thấp. Vườn quốc gia Phú Quốc có đến 12.794 ha rừng, trên các đai cao rừng còn giàu, tuy vậy ở các đai thấp rừng bị suy thoái nhiều, với ưu thế ở đây là các cây họ Đậu (Fabaceae). Đến nay đã ghi nhận được 929 loài thực vật trên đảo. Cũng có một vài ghi nhận cho rằng ở Phú Quốc trước đây có loài vượn Pillê sinh sống.
Phần biển Phú Quốc rất phong phú và đa dạng, các rặng san hô bắt gặp ở quanh các đảo nằm ở phía nam. Các rặng san hô này chiếm đến 41% diện tích. Khu hệ cá trong các rặng san hô rất phong phú, các loài họ Cá mú (Serranidae) và họ Cá bướm (Chaetodontidae) và nhiều loài có giá trị kinh tế khác. Đã thống kê được 89 loài san hô cứng, 19 loài san hô mềm, 125 loài cá ở rặng san hô, 132 loài thân mềm, 32 loài da gai và 62 loài rong biển, trong đó nhiều loài quan trọng như trai tai tượng vảy (Tridacna squamosa) và ốc đụn cái (Trochus nilotichus). Phú Quốc đã ghi nhận loài đồi mồi (Eretmochelys imbricata) đến vùng biển này đẻ trứng, nhưng đến nay tần suất gặp chúng là rất ít, ngoài ra có các thông tin từ người dân địa phương về sự xuất hiện của bò biển dugong nhưng vẫn chưa có nghiên cứu chính thức.

## Dân số trong vùng
Dân cư trên đảo Phú Quốc là dân du nhập từ nhiều vùng khác nhau. Trên đảo ngư nghiệp là hoạt động kinh tế chính, mặc dù vậy du canh, du cư là mối đe dọa lớn đối với đa dạng sinh học. Việc xây dựng quá nhiều khu công viên chủ đề, khu biệt thự, resort trong tương lai có thể khiến diện tích cây xanh ở Phú Quốc bị thu hẹp lại.